# Трепанги

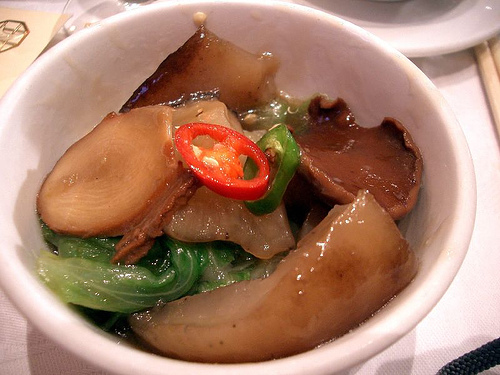
Тушёные морские ушки с трепангами

Трепанги (от малайского tripang или trīpang) — промысловые съедобные беспозвоночные морские животные из типа иглокожих, класса голотурий, родов Holothuria, Stichopus и других. Имеют червеобразный вид. Как пищевой продукт используется мясистая стенка тела трепанга. Трепангов промышляют в основном в странах Юго-Восточной Азии. В России (Сахалинская область, Приморский край) добывают дальневосточного трепанга (Apostichopus japonicus).